# Televisió digital
La televisió digital (DTV - Digital Television) és el conjunt de tecnologies de transmissió i recepció de serveis de televisió, imatge i so que fan servir senyals digitals. En dissemblança amb la televisió analògica, la televisió digital codifica els senyals de forma binària. D'aquesta forma, es poden crear camins de retorn entre el receptor i l'emissor de continguts, que generen interactivitat i, per tant, capacitat de transmetre diversos senyals en un mateix canal. La implementació de la codificació de senyals en la televisió digital fa que es pugui transmetre la mateixa informació en major qualitat.

## Normes

Televisió Digital Terrestre. Estàndards per països.

Existeixen diversos estàndards que són molt similars tecnològicament però es diferencien per regions i s'hi apliquen polítiques diferents.

### DVB[Cal actualitzar]
DVB, Digital Video Broadcast, és l'estàndard europeu creat l'any 1993 per diverses empreses privades europees buscant la normalització europea de la televisió digital. A partir d'aquest any va ser un procés on diverses companyies s'hi van unir per acabar formant els diferents estàndards DVB. El primer estàndard, DVB-S, va ser utilitzat l'any 1994 per transmissions via satèl·lit per una companyia de televisió francesa. El mateix any es va desenvolupar l'estàndard per cable DVB-C, on el gran inconvenient és el desplegament de la xarxa a tota la zona geogràfica.
L'any 1997 va sorgir l'estàndard DVB-T, més conegut com a TDT (Televisió Digital Terrestre) on actualment ja està implantat gairebé a tot el territori europeu on substituiria l'antic sistema de televisió terrestre analògic.
L'evolució de les noves tecnologies i la tendència dels dispositius portàtils fa que es desenvolupi un nou estàndard adaptat a aquests: DVB-H. Els dos grans objectius d'aquest estàndard són sustentar el consum de les bateries dels aparells receptors i la mobilitat, és a dir, que es pugui rebre el senyal dins d'un vehicle en velocitat.
Taula comparativa dels diferents estàndards DVB:
| Estàndard | Tipus     | Data de l'estàndard | Modulació    | Amplada de banda | SNR        | Taxa de bits | Altra Informació |
| --------- | --------- | ------------------- | ------------ | ---------------- | ---------- | ------------ | --- |
| DVB-S     | Satèl·lit | Desembre 1994       | QPSK (4QAM)  | 27 - 36 MHz      | 10 dB      | 25 - 45 Mbps | - Cobertura total. - Cost elevat de posada en marxa (posar el satèl·lit en òrbita). - Senyal estable i constant. - Senyal de recepció feble.                                                                                   |
| DVB-C     | Cable     | Desembre 1994       | 64QAM        | 6 - 8 MHz        | 30 dB      | 30 - 40 Mbps | - Cobertura progressiva. - Cost elevat d'implantació de la xarxa. - Es generen ecos per la desadaptació d'impedàncies i, per tant, s'introdueix la correcció d'errors.                                                         |
| DVB-T     | Terrestre | Febrer 1997         | 2K - 8K OFDM | 6 - 8 MHz        | 20 - 30 dB | 25 - 45 Mbps | - Cobertura progressiva. - Cost elevat d'implantació (antenes i repetidors), però el cost de substitució en els aparells receptors és molt reduït. - Interferències multi-camí i, per tant, s'introdueix l'interval de guarda. |
| DVB-H     | Mòbil     | Novembre 2004       | 4K OFDM      | 5 MHz            | 20 - 30 dB | 10 Mbps      | - Pot utilitzar els mateixos centres emissors que DVB-T. - Multiplexat dels diversos serveis amb tècniques de divisió de temps (time-slicing). Es redueix així el consum en un 90%. - Segmentació per paquets IP.              |

### ATSC
ATSC (Advanced Television System Committee) és el grup encarregat del desenvolupament dels estàndards de la televisió digital als E.U.A i que va ser creada per substituir l'antic sistema analògic NTSC. Aquest estàndard va ser adoptat posteriorment per països de territori ord-americà, centre-americà i caribeny i també del continent asiàtic com Corea del Sur i Taiwan.
Va ser proposat l'any 1995 pels grans fabricants d'equips i components electrònics dels E.U.A. (“La Gran Aliança”) i a partir de l'any següent comparteix transmissió simultània amb el sistema existent NTSC fins a l'apagada analògica als Estats Units (2009).
Actualment coexisteix al món amb l'estàndard europeu DVB i el japonès ISDB.
Taula comparativa dels diferents estàndards ATSC:
| Estàndard | Tipus*    | Còdec àudio | Còdec vídeo | Trama de transport | Modulació       | Taxa de bits | Altra informació                                                                                          |
| --------- | --------- | ----------- | ----------- | ------------------ | --------------- | ------------ | --- |
| ATSC      | Terrestre | AC-3        | MPEG-2      | MPEG-2             | 8VSB            | 19.39 Mbps   | (1) |
| ATSC      | Cable     | AC-3        | MPEG-2      | MPEG-2             | 16VSB / 256-QAM | 38.78 Mbps   | (1) |
| ATSC-M/H  | Mòbil     | HE-AAC v2   | AVC + SVC   | MPEG-4             | 8VSB            | 19.39 Mbps   | - Poc robust a efecte Doppler i interferències multi-camí - Inclou FEC addicional - Utilitza time-slicing |

(*) La difusió ATSC per satèl·lit tan sols és utilitzada per les cadenes de televisió i té poc suport fora del territori nord-americà (S'utilitza majoritàriament el DVB-S).
(1) Bastant susceptible a canvis en condicions de radio-propagació. Per això inclou E-VSB.

### ISDB
ISDB (Integrated Services Digital Broadcasting) és un conjunt de normes creades per Japó per les transmissions de ràdio digital i televisió digital i més tard adoptada per la gran majoria de països sud-americans i Filipines.
Aquest estàndard integra diversos tipus de continguts digitals, els quals poden incloure HDTV, SDTV, so, gràfics, text, etc. A causa dels diferents serveis a cobrir, la quantitat de requeriments a complir també és extensa i variada.
Les seves variants són l'ISDB-S, ISDB-T, ISDB-C i continguts per a la telefonia mòbil a la banda de 2,6 GHz. ISDB-T i ISDB-Tsb estan també dissenyats per a la recepció mòbil en la banda de televisió. 1seg és el nom d'un servei ISDB-T per a la recepció en cel·lulars, PC’s, portàtils i vehicles.
El sistema de compressió d'àudio i vídeo adoptat per ISDB ha estat MPEG-2, encara que també poden adoptar altres mètodes de compressió com MPEG-4 (cas concret de ISDB-T).
Degut a les diferents bandes requerides pels diferents serveis, els diferents tipus de ISDB difereixen principalment en el tipus de modulació utilitzada: PSK (ISDB-S), CDM (2,6 GHz), COFDM amb PSK/QAM (ISDB-T).
A part de la transmissió d'àudio i vídeo, ISDB també defineix la difusió de dades a través d'Internet com un canal de retorn sobre diversos medis i diferents protocols. Això és utilitzat, per exemple, per interfícies interactives com la difusió de dades i guies electròniques de programació (EPG).

### Radiodifusió multimèdia digital (DMB)
Radiodifusió multimèdia digital (Digital Media Broadcasting o DMB) és una tecnologia de transmissió digital d'àudio, vídeo i dades per a sistemes de comunicacions mòbils i portàtils. Els usuaris d'aquesta tecnologia són capaços de reproduir àudio estèreo d'alta qualitat i reproduir vídeo en temps real als seus terminals mòbils. Existeixen dos modalitats de DMB: la terrestre (T-DMB) i la que opera via satèl·lit (S-DMB).
La T-DMB va ser desenvolupada a Corea del Sur per l'ETRI (Electronics and Telecommunications Research Institute). El disseny es basa a afegir al DAB (Digital Audio Broadcasting) la capacitat de transmetre vídeo i altres eines de codificació d'àudio i correcció d'errors. Utilitza MPEG-4 Part 10 (H.264) per la compressió de vídeo, MPEG-4 Part 3 o HE-AAC v2 per l'àudio i una modulació OFDM-DQPSK.
L'S-DMB va associat a l'empresa japonesa Toshiba i al llançament del satèl·lit MBSat1 (2004) que proveeix els serveis d'aquest sistema. Atès que està enfocat a sistemes mòbils ha de ser capaç d'adaptar-s'hi, fet que obliga a la compatibilitat amb les xarxes 2G i 3G.

## Especificacions tècniques
Amb la televisió digital, l'àmplia gamma de formats es poden dividir en dues categories: televisió d'alta definició (HDTV) per a la transmissió de vídeo d'alta definició i televisió de definició estàndard (SDTV). Els estàndards per a SDTV són de naturalesa analògica i moltes de les estructures dels sistemes de la televisió digital estàndard provenen de la necessitat de ser compatibles amb la televisió analògica. La televisió digital accepta diversos formats de transmissió a diferents resolucions.

### Definició Estàndard (SD)
La televisió de definició estàndard (SDTV, standard definition TV), pot utilitzar diversos formats en funció de la tecnologia utilitzada en el país d'emissió. Per relació d'aspecte 4:3, el format de 640 × 480 s'utilitza en els països en NTSC, mentre que 720 × 576 s'utilitza en els països PAL. De 16:09, el format de 704 × 480 s'utilitza en els països en NTSC, mentre que 720 × 576 s'utilitza en els països PAL. No obstant això, les emissores poden optar per reduir aquestes resolucions per estalviar amplada de banda (per exemple, molts canals de TDT al Regne Unit utilitza una resolució horitzontal de 544 o 704 píxels per línia).
Els formats coneguts com a definició estàndard són els següents:
- 480i - La imatge mesura 720x480 píxels, a 60 camps entrellaçats per segon (30 quadres per segon).

- 480p - La imatge mesura 720x480 píxels, a 60 quadres per segon.

- 576i - La imatge mesura 720x576 píxels, a 50 camps entrellaçats per segon (25 quadres per segon).

- 576p - La imatge mesura 720x576 píxels, a 50 quadres per segon.

### Alta Definició (HD)
La televisió d'alta definició (HDTV, high definition TV) també pot utilitzar diferents formats, com per exemple 720p, 1080i, i 1080p. Per fer referència exclusiva a aquest últim (1080p), trobarem Ftambé un nom comercial com és el “Full HD”. Un dels diversos formats HDTV que poden ser transmesos a través de televisió digital és la següent: 1280 × 720 píxels en mode d'escaneig progressiu (abreujat 720p) o 1920 × 1080 píxels en la manera de vídeo entrellaçat (1080i). A cada un d'aquests utilitza una relació d'aspecte 16:9. (Alguns televisors són capaços de rebre una resolució HD de 1920 × 1080 a una taxa de 60 Hz progressiu, conegut com a 1080p. La HDTV no pot ser transmesa a través dels canals de televisió analògica actual a causa de problemes de capacitat del canal.
Els formats coneguts com d'alta definició són els següents:
- 720p - La imatge mesura 1280x720 píxels, a 50/60 quadres per segon.

- 1080i - La imatge mesura 1920x1080 píxels, a 50/60 camps entrellaçats per segon (25/30 quadres per segon).

- 1080p - La imatge mesura 1920x1080 píxels, a 50/60 quadres per segon.

### Evolució i futur
Durant el desenvolupament de la televisió digital es va intentar evitar la fragmentació del mercat mundial en diferents estàndards (com poden ser PAL, SECAM, NTSC...). En qualsevol cas, el món no es va posar d'acord en un únic estàndard i actualment existeixen tres estàndards majoritaris: el sistema europeu DVB, el nord-americà ATSC i el sistema japonès ISDB. En el cas del cable, a més dels estàndards ATSC, s'utilitza també el SCTE. Molts països han adoptat el DVB, però altres punts han seguit l'ATSC com per exemple al Canadà, Mèxic o Corea del Sud. Per exemple, Corea ha adoptat S-DMB per a satellite mobile broadcasting.
En el futur, hi podria haver altres formats de vídeo digital en alta resolució especialitzats per a noves àrees de mercat. Ultra High Definition Video (UHDV) és un format proposat per NHK al Japó que proporciona una resolució 16 vegades més gran que el HDTV.

## Difusió

### Per cable
Es refereix a la transmissió de senyals digitals a través de sistemes de televisió per cable, de tipus coaxial o telefònic. A Amèrica Llatina el principal operador d'aquest servei és Telmex, (Claro TV). A Espanya les dues principals plataformes que emetien televisió digital per cable, AUNA i ONO, van aconseguir pràcticament la digitalització de la seva xarxa el 2004. El 2005, ONO tenia digitalitzat el 58% i AUNA el 90% de la seva xarxa, i a finals d'aquest mateix any ONO va comprar AUNA per 2.200 milions d'euros. En l'actualitat el grup de cable gallec "R" està convertint la seva capçalera en digital pel que pròximament donarà el servei de televisió digital a més d'oferir els canals gratuïts de la TDT.
Si parlem del sistema europeu, l'estàndard de transmissió de TV digital per cable (DVB-C) està basat i comparteix molts aspectes comuns amb el DVB-S. Les diferències fonamentals entre ambdós estàndards és que en la transmissió per cable es substitueix la modulació QPSK per una modulació 64-QAM i que no s'utilitzen els codis de correcció interns. La supressió d'aquests codis de protecció es deu al fet que la relació senyal soroll que s'obté a un sistema per cable és molt superior a la d'un sistema per satèl·lit de manera que, és suficient amb els codis externs per a garantir una correcta recepció de les dades (eximeix errors). Per a canals de 8 MHz d'amplada de banda (equivalents als canals cable analògics) es pot obtenir una capacitat d'uns 38.5 Mbps (usant modulacions del tipus 64-QAM). L'estàndard també contempla l'ús de modulacions digitals amb taxes de dades superiors 128-QAM i 256-QAM així com modulacions amb menors taxes (16-QAM, 32-QAM).

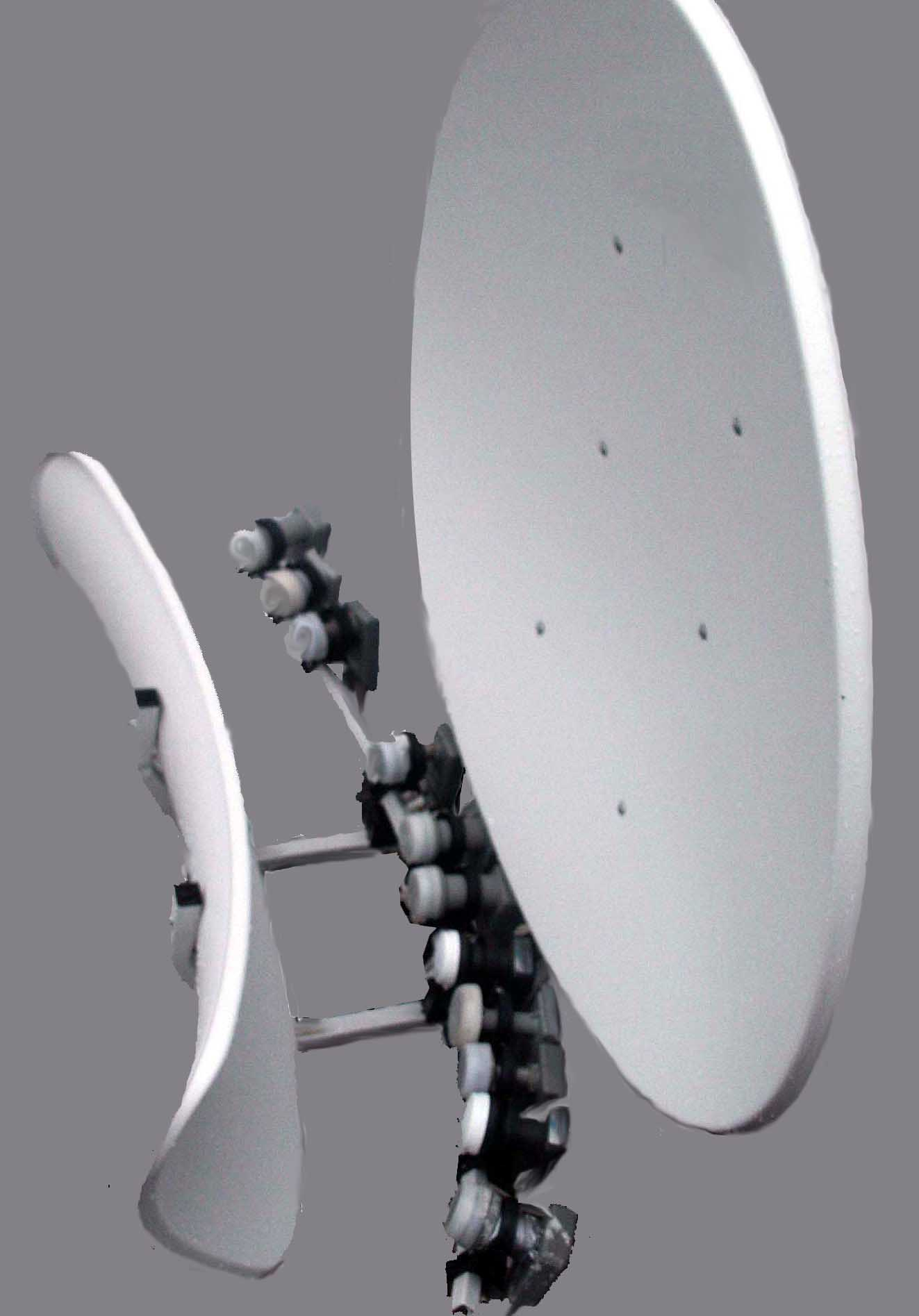
Antena que rep senyal digital per satèl·lit
.

### Per satèl·lit
Es refereix a la transmissió de senyal satèl·lit en format digital. Els principals operadors a nivell mundial són Telmex, Sky, DirecTV, Telefónica i VTR. A Espanya, és el format que més usuaris agrupa a la televisió per subscripció, tot i que ha anat descendint des de l'any 2001. Les dues plataformes, Via Digital i Canal Satélite Digital, a causa de les pèrdues que han tingut en anys anteriors, s'han fusionat creant Digital +. Els seus majors ingressos els obtenen de la transmissió en directe d'esdeveniments esportius. A Mèxic l'operador més gran de DTH és Dish, en altres països com Argentina, Xile i Colòmbia és DirecTV.
L'estàndard per la transmissió de televisió digital per satèl·lit és el més àmpliament utilitzat i, probablement, el seu èxit, ha estat el detonador de la progressiva implantació de la resta de sistemes digitals. Actualment es fa servir per proveïdors de serveis a tots els continents. Podem considerar que el sistema per satèl·lit parteix de la trama de transport proporcionada pel MPEG-2, introduint diferents capes de protecció en el senyal per adequar-la a les característiques del canal pel qual s'ha de transmetre. Les etapes successives en què s'introdueixen noves característiques a la trama de transport es resumeixen a continuació:
- Inversió dels bits de sincronisme en un de cada vuit paquets de la trama de transport.
- Addició d'un codi de detecció i correcció d'errors.
- Aplicació d'un entrellaçat convolucional, l'objectiu del qual és dispersar les ràfegues.
- Inserció d'un segon codi protector d'errors.
- Modulació de la portadora mitjançant QPSK.

### Per ones terrestres

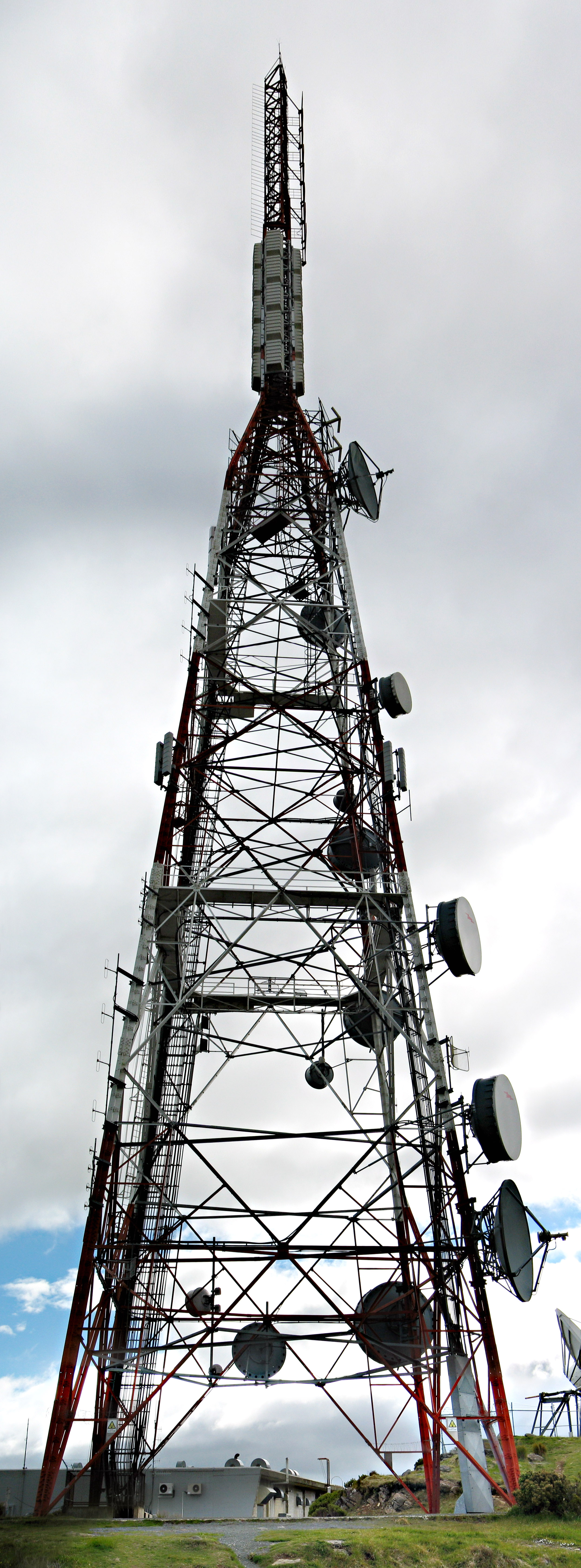
Torre de televisió per ones terrestres

Conegut a Espanya amb el nom de televisió digital terrestre (TDT), s'emet sobre radiofreqüències que són similars a televisió analògica estàndard, amb la diferència principal de l'ús de transmissors multiplexors per permetre recepció de canals múltiples en una gamma de freqüència (com un canal d'UHF o VHF).
La quantitat de dades que es poden emetre és directament afectat pel mètode de modulació del canal. El mètode de modulació en DVB-T és COFDM amb Modulació d'Amplitud de Quadratura estatal de 64-QAM o 16-QAM. En general un canal de 64-QAM és capaç d'emetre un bit rate més gran, però és més susceptible d'interferència. Les constel·lacions de 16-QAM i 64-QAM es poden combinar en un múltiplex senzill, proporcionant una degradació controlable per més corrents de programa importants. Això s'anomena modulació jeràrquica.

### Protocol de televisió IP
És conegut com a IPTV. A Espanya, com en molts països, la televisió per banda ampla és relativament nova. L'empresa Movistar va llançar un servei anomenat Imagenio (ara anomenat Movistar TV) que ofereix un «paquet de serveis» conegut en aquest país com «trio» que inclou televisió digital, accés a Internet mitjançant banda ampla i veu sobre protocol IP (voIP). El 2006, Movistar TV va aconseguir la xifra de 206.572 clients i s'espera que per al 2008 arribi a un milió d'usuaris. Aquesta mena de serveis, ha fet que el parell de coure o fil telefònic es consolidi com una alternativa vàlida per a rebre canals temàtics de televisió, vídeo a la carta i espectacles o films de pagament previ (Pay Per View). Els avenços tecnològics en el sistema Asymmetric Digital Subscriber Line (ADSL) (que han portat al desenvolupament i expansió de la tecnologia ADSL2 + a Espanya) permetien una velocitat de connexió superior i la transmissió de centenars de canals, a més de diverses possibilitats interactives, arguments suficients perquè les companyies de televisió per ADSL hagin apostat per un mètode de difusió més econòmic que el cable coaxial, ja que s'aprofita la infraestructura telefònica existent.

### Televisió Mòbil
La televisió mòbil és una capacitat disponible per a alguns telèfons mòbils i altres dispositius portàtils (ordinador PDA, MP4, etc.) i que consisteix en un servei de televisió que es pot difondre per diferents vies com ara terra, ja sigui utilitzant l'espectre radioelèctric de la televisió o les xarxes 3G, com per satèl·lit. La informació es pot enviar des d'una xarxa existent o una xarxa privada i pot ser emesa en directe o visualitzada sota demanda mitjançant serveis de streaming. Hi ha diferents estàndards de normalització per a la televisió mòbil que són els estàndards S-DMB i T-DMB a Corea del Sud, l'estàndard ISDB-T al Japó, l'estàndard privat MediaFLO als Estats Units i l'estàndard DVB-H a tot Europa.
La televisió mòbil comença a guanyar atractiu per als usuaris, sobretot durant els darrers anys on s'han disparat les vendes de Telèfons intel·ligents. Segons el Harvard Business Review, només durant tres dies de les Olimpíades d'Hivern de Vancouver del 2010 es van visualitzar el mateix nombre de vídeos que en la totalitat de les Olimpíades de Bejing del 2008. Això suposa un augment del 564%.

## Avantatges de la televisió digital
La televisió digital ofereix força avantatges sobre la televisió analògica:
- Més canals de televisió. La capacitat d'espectre (amplada de banda) necessari per a la televisió digital és molt més petit que el de la televisió analògica. Això permet un millor aprofitament de l'espectre radioelèctric, que es tradueix com la capacitat d'enviar major informació alhora. El resultat més visible per als espectadors és un increment en l'oferta del nombre de canals disponible, ja que l'amplada de banda que s'utilitza per transmetre un sol programa de televisió analògica ens permet enviar quatre programes de televisió digital a la mateixa qualitat.[cal citació]
- Millor recepció. L'ús dels formats digitals en televisió permeten una reducció del soroll i les interferències i la supressió dels problemes imatges fantasma, gràcies a una millor protecció contra errors que dona un senyal molt més robust i, per tant, millor recepció.
- Millor qualitat audiovisual. La televisió digital permet un millor aprofitament de l'espectre radioelèctric. Això permet la transmissió de contingut panoràmic (16/9), en alta definició o de diferents canals d'àudio tant sigui per millorar la qualitat (p.e. Dolby 5.1) o augmentar el nombre d'idiomes en què es pot visualitzar un programa.
- Interactivitat. El millor aprofitament de l'amplada de banda permet també que els espectadors es converteixin en part activa del món de la televisió. La digitalització permet mant servei que els proveïdors de continguts no podien oferir en televisió analògica com ara el teletext digital, amb un entorn molt més visual i amigable, la guia de programes, la televisió sota demanda (TV on demand), entre d'altres.

## Limitacions tècniques

### Artefactes deguts a la compressió
La imatge en televisió digital té petits defectes o artefactes absents en la televisió analògica. Això és degut a la limitació d'amplada de banda i als algoritmes de compressió com ara el MPEG-2. A causa del funcionament del sistema visual humà, els defectes en un punt concret de la imatge o que van i venen són molt més perceptibles que els efectes uniformes i constants. Per això, els sistemes de compressió digital es dissenyen a partir d'aquestes limitacions i així poder emmascarar els defectes o artefactes, per exemple permetent més artefactes durant els moviments ràpids de manera que l'ull no sigui capaç de detectar-los.

### Efectes de la mala recepció
La recepció del senyal de televisió digital depèn de molts factors com ara l'estat de l'antena, les condicions mete o els obstacles entre transmissor i receptor. Quan la qualitat del senyal disminueix, els descodificadors digitals poden passar de mostrar perfectament el senyal de televisió a mostrar-lo amb grans interferències o a no mostrar-lo en absolut, aquest fenomen es coneix com a penya-segat digital (digital cliff effect).